# الزعيم (القدس)
الزعَيّم قرية فلسطينية في محافظة القدس، تقع للشرق من مدينة القدس، ملاصقة لجبل الزيتون، على بعد 3.3 كيلومتر هوائي ويحدّها من الشّرق أراضي العيزرية والكعابنة، ومن الشّمال العيسوية، وبالتحديد حي الصوانة من الغرب، والعيزرية من الجنوب.

## تاريخ
ويعود تاريخ نشأتها إلى العام 1952م؛ حيث كان يطلق عليها اسم «رافات» (نسبة لقرية رافات بجانب مدينة الرملة)[بحاجة لمصدر] والتي هاجر إليها إلى السكان من ديارهم عام 1948، إلا أنه تم تغيير الاسم عام 1987 إلى «الزعيم»، وسكنها بعد ذلك مواطنون من الخليل والقدس ومناطق مختلفة أخرى.

## السكان
عدد سكانها القرية حوالي 7 آلاف نسمة لعام 2016، وجميعهم من حملة هوية القدس، ويحيطها جدار الفصل العنصري.

## تضييق وعزلة من الاحتلال
ركبت سلطات الاحتلال الإسرائيلية بوابة حديدية على المدخل الرئيسي للقرية عام 2005م بحجج أمنية واهية، وتفتحها ضمن ساعات محددة من الساعة السادسة صباحاً وحتى الثامنة صباحاً ومن الثانية عشرة ظهراً وحتى السادسة مساءً.
عندما تغلق البوابة يشعر السكان بالعزلة عن العالم كله، تتعامل سلطات الاحتلال الصهيونية مع القرية على أنها لا تخضع لـ«إسرائيل» ولا للسلطة الفلسطينية. مما يعزز من المظاهر الاجتماعية السلبية لعدم وجود قوات تنفيذية وأفراد الشرطة.
في 2016، هدمت سلطات الاحتلال أربعة منازل، فضلاً عن هدم أسوار لأراض قريبة بدعوى البناء بدون ترخيص. قبل تركيب البوابة كانت القرية -نوعاً ما- منتعشة اقتصادياً، ولكن بعد ذلك أغلقت العديد من الورش لعدم تمكن المواطنين من الوصول إليها من البوابة، فضلاً عن أنها تركت آثاراً نفسية للسكان، وشكلت أيضاً مصدر قلق وتوتر لأهالي الطلاب وكذلك المدرسين الذين يتأخرون في الوصول إلى مدارسهم ومنازلهم، في حال كانت البوابة مغلقة.
وفي حال كانت البوابة مغلقة، ما يضطرهم إلى التوجه إلى مستوطنة معاليه أدوميم وقطع مسافة تبلغ ما بين 4 إلى 5 كيلومترات ولمدة ساعة من أجل الدخول للقرية، وفي حال كان هناك أزمة بحركة المرور تستغرق الطريق أكثر من ذلك.

### جدار الفصل العنصري
اما جدار الفصل العنصري يشكل عائقاً أساسياً لأهالي القرية، ومصادرة جزء من أراضي القرية لربط مستوطنة معاليه أدوميم بالمستوطنات لصالح مشروع خطة (A 1) الاستيطانية، بحيث يمنع الأهالي من الوصول لأراضيهم بحجة أنها منطقة عسكرية مغلقة.
ومن أجل استصدار تراخيص بناء، وفي حال كانت قطعة الأرض مصنفة «ج» يتوجب التوجه إلى مقر الحاكم العسكري الصهيوني في «بيت إيل»، إلا أنه في فترات لا تصدر أية تراخيص.

## مؤسسات ومدارس
توجد في القرية ثلاث مدارس، إحداها ثانوية تابعة للسلطة الوطنية ومدرستان خاصتان للصفوف الإعدادية.